# Distribució normal generalitzada
La distribució normal generalitzada o distribució gaussiana generalitzada (GGD) és una de les dues famílies de distribucions de probabilitat contínues paramètriques a la línia real. Ambdues famílies afegeixen un paràmetre de forma a la distribució normal. Per distingir les dues famílies, a continuació se'ls denomina "simètrics" i "asimètrics"; tanmateix, aquesta no és una nomenclatura estàndard.

## Versió simètrica
La distribució normal generalitzada simètrica, també coneguda com a distribució exponencial de potència o distribució d'error generalitzada, és una família paramètrica de distribucions simètriques. Inclou totes les distribucions normals i de Laplace, i com a casos límit inclou totes les distribucions uniformes contínues en intervals acotats de la recta real.
Aquesta família inclou la distribució normal quan {\displaystyle \textstyle \beta =2} (amb mitjança {\displaystyle \textstyle \mu } i la variància {\displaystyle \textstyle {\frac {\alpha ^{2}}{2}}} ) i inclou la distribució de Laplace quan {\displaystyle \textstyle \beta =1}. Com {\displaystyle \textstyle \beta \rightarrow \infty }, la densitat convergeix puntualment a una densitat uniforme {\displaystyle \textstyle (\mu -\alpha ,\mu +\alpha )} .
Aquesta família permet que les cues siguin més pesades del normal (quan {\displaystyle \beta <2}) o més lleuger del normal (quan {\displaystyle \beta >2}). És una manera útil de parametritzar un continu de densitats platicúrtiques simètriques que abasten des de la normal ({\displaystyle \textstyle \beta =2} ) a la densitat uniforme ({\displaystyle \textstyle \beta =\infty }), i un continu de densitats simètriques i leptocúrtiques que abasta des de Laplace ({\displaystyle \textstyle \beta =1}) a la densitat normal ({\displaystyle \textstyle \beta =2}). El paràmetre de forma {\displaystyle \beta } també controla el pic a més de les cues.

### Aplicacions
La distribució normal generalitzada simètrica s'ha utilitzat en la modelització quan la concentració de valors al voltant de la mitjana i el comportament de la cua són d'interès particular. Es poden utilitzar altres famílies de distribucions si l'atenció se centra en altres desviacions de la normalitat. Si l'interès principal és la simetria de la distribució, es pot utilitzar la família normal sesgada o la versió asimètrica de la família normal generalitzada que es discuteix a continuació. Si el comportament de la cua és el principal interès, es pot utilitzar la família t de l'estudiant, que s'aproxima a la distribució normal a mesura que els graus de llibertat creixen fins a l'infinit. La distribució t, a diferència d'aquesta distribució normal generalitzada, obté cues més pesades que les normals sense adquirir una cúspide a l'origen.

## Versió asimètrica
La distribució normal generalitzada asimètrica és una família de distribucions de probabilitat contínues en què el paràmetre de forma es pot utilitzar per introduir asimetria o asimetria. Quan el paràmetre de forma és zero, resulta la distribució normal. Els valors positius del paràmetre de forma donen distribucions esbiaixades a l'esquerra limitades a la dreta, i els valors negatius del paràmetre de forma donen distribucions esbiaixades a la dreta limitades a l'esquerra. Només quan el paràmetre de forma és zero la funció de densitat d'aquesta distribució és positiva sobre tota la línia real: en aquest cas, la distribució és una distribució normal, en cas contrari, les distribucions es desplacen i possiblement s'inverteixen les distribucions log-normals.

### Aplicacions
La distribució normal generalitzada asimètrica es pot utilitzar per modelar valors que es poden distribuir de manera normal, o que poden estar inclinats a la dreta o a l'esquerra en relació amb la distribució normal. La distribució normal de sessió és una altra distribució que és útil per modelar les desviacions de la normalitat a causa de la inclinació. Altres distribucions utilitzades per modelar dades esbiaixades inclouen les distribucions gamma, lognormal i Weibull, però aquestes no inclouen les distribucions normals com a casos especials.